# داستان عشق (فیلم ۱۹۷۰)
داستان عشق (به انگلیسی: Love Story) فیلمی آمریکایی در سبک درام رمانتیک به کارگردانی آرتور هیلر محصول سال ۱۹۷۰ است. نویسنده این فیلم اریک سیگال است که هم‌چنین رمانی پرفروش به همین نام را نیز نوشته بود. این فیلم ماجرای عشق پرشور دو جوان به نام‌های جنیفر و الیور را روایت می‌کند.

## موسیقی
موسیقی این فیلم ساخته فرانسیس له ، یکی از محبوب‌ترین آهنگ‌های چهار دهه گذشته‌است که تا کنون اجراهای مختلفی داشته‌است. این موسیقی در سال ۱۹۷۱ میلادی برنده جایزه اسکار و گلدن گلوب شد. بسیاری موسیقی داستان عشق را برترین موسیقی عاشقانه تمام ادوار می‌دانند.

## جوایز
این فیلم در هفت بخش نامزد دریافت جایزه اسکار شد که اسکار بهترین موسیقی را به خود اختصاص داد.

### اسکار ۱۹۷۱
- بهترین موسیقی - فرانسیس له

### دیوید دی دوناتلو۱۹۷۱
- بهترین بازیگر خارجی مرد - رایان اونیل
- بهترین بازیگر خارجی زن - الی مک گرو

### گلدن گلوب۱۹۷۱
- بهترین تصویر متحرک درام
- بهترین بازیگر زن درام - الی مک گرو
- بهترین کارگردان - آرتور هیلر
- بهترین فیلمنامه - اریک سگال
- بهترین موسیقی - فرانسیس له